# Національний парк Берингія
Національний парк Берингія (рос. Национальный парк «Берингия») — природоохоронна територія на сході Росії в Чукотському автономному окрузі. На території парку збереглися сліди давньоберингоморської культури китобоїв і оленярів, важкодоступні ландшафти узбережжя і тундри, унікальна флора і фауна.

## Географія
Національний парк «Берингія» є найсхіднішою природоохоронною територією Росії і розташований на Чукотському півострові. Крайня східна точка Росії Мис Дежньова знаходиться на території парку.
Виключне географічне положення на стику двох континентів і двох океанів перетворило регіон Берингової протоки в своєрідний міграційний коридор і перехрестя шляхів птахів і морських тварин з різних областей планети, що має значення для вивчення еволюції Землі. Сьогодні Берингія представляє найпотужніший центр видоутворення в Арктиці, де народжувалося безліч видів і рослинних комплексів. Тут найбагатша флора з усіх циркумполярних арктичних флор тундрової зони.

## Історія
Шведський ботанік Ерік Хулт (1894—1981) в 1930-х першим запропонував використовувати термін «Берингія» для позначення географічного регіону між річками Лена в Азії і Маккензі в Північній Америці. Назву «Берингія» ця ділянка суші отримала на честь мандрівника і мореплавця — Вітуса Беринга.
Про створення особливо охоронної природної території в районі Берингової протоки подбала доктор біологічних наук Людмила Богословська (1937—2015). Саме вона в журналі «Природа» в 1979 році висловила ідею про створення природно-культурного заповідника на островах протоки Сенявіна. Регіональний природно-етнічний парк створили в 1993 році, в рамках початкової концепції, однак охорона природи вимагала більш високого рівня — федеральний парк з'явився в 2013 році.

## Характеристика
Загальна площа території 1 819 454 гектарів. Парк складається з п'яти окремо розташованих ділянок, які перебувають на значній відстані від населених пунктів на території трьох муніципалітетів Чукотського автономного округу. «Колючинська», «Чегитунська», «Дежньовська», «Мечигменська» і «Провіденська» — кожна ділянка унікальна в своєму роді за природними й культурними характеристиками.
Територія парку належить до найбільш вітряних районів Росії, зима триває довше, ніж літо. Приморське середньогір'я з прилеглими мілководними ділянками Чукотського і Берингового морів, мальовнича зона фіордів у південно-східній частині парку, пташині базари, лежбища моржів, природні нерестовища лососевих, термальні джерела — все це історично притягує мандрівників і туристів.

## Флора та фауна
Рослинний світ багатий рідкісними, реліктовими та ендемічними рослинами, занесеними до Червоної книги Чукотки, Росії та МСОП. Серед них подістера Мекоуна (Podistera macounii), дзвіночок чукотський (Campanula tschuktschorum), калина їстівна (Viburnum edule), родіола рожева (Rhodiola rosea) і багато інших. Біла сова, мартин рожевий, кречет, гусак білошиїй, лебідь чорнодзьобий, кулик-лопатень і численне населення морських пташиних базарів представляють охоронюваних мешканців неба, чотирнадцять з яких занесені в Червону книгу. На території національного парку нерідкі зустрічі з бурими і білими ведмедями, якутським сніговим бараном (Ovis nivicola lydekkeri ) і полярним вовком (Canis lupus tundrarum). У прибережній зоні мешкають тихоокеанський морж, кілька видів тюленів і котиків. Під міжнародною охороною знаходяться дванадцять з п'ятнадцяти китоподібних. Гренландський і сірий кити розподіляються за аборигенною квотою Міжнародною китобійною комісією корінним жителям Чукотки — ескімосам і чукчам.

## Культурні об'єкти
Світовою спадщиною можуть бути визнані культурні ландшафти. Це гігантський комплекс археологічних пам'яток культури морських мисливців — від стоянок кам'яної доби до споруд зі щелеп і кісток китів. Відомі пам'ятки археології — «Китова Алея», могильник Еквен, житло «Пайпельгак», але понад 200 все ще зберігають у собі таємниці тисячоліть в очікуванні археологів і етнографів. Море поступово забирає частину матеріальної культури.
Оборонні споруди часів холодної війни з його береговими батареями на південному сході парку приваблюють мандрівників, дослідників і екстремалів з усього світу. Не менш цікавий сучасний уклад життя арктичних народів зі збереженням традиційного природокористування.